# Puccinia polygalae
Puccinia polygalae är en svampart som beskrevs av Pazschke 1896. Puccinia polygalae ingår i släktet Puccinia och familjen Pucciniaceae.   Inga underarter finns listade i Catalogue of Life.